# 補編假說
在聖經研究中，補編假說（英語：Supplementary hypothesis），又稱補充假說、增補理論，是對於妥拉《摩西五經》來源的一種見解，認為妥拉最早來自一個編輯好的底本文獻，之後再逐步加入各種來源。起源自19世紀與20世紀，是對於底本學說的修正與批評。這個假說認為，在《希伯來聖經》中，最早出現的是申命記文獻，之後加入耶和華文獻與祭司文獻，最終形成《摩西五經》。